# Héctor ecuestre
Héctor ecuestre es una escultura renacentista de un personaje montado a caballo, que según dice la inscripción en latín, en la misma pieza, está dedicada al valor de Héctor, hijo de Príamo, héroe de La Ilíada. Su autor fue el escultor italiano Filarete, uno de los grandes artífices del Renacimiento. La escultura se encuentra en la colección del Museo Arqueológico Nacional  en Madrid con el inventario número 52173.

## Historia
El escultor italiano Antonio Averlino, más conocido como Filarete, realizó numerosos encargos para personajes importantes de su época en las ciudades de Roma, Florencia y Milán, donde los bronces pequeños, a imagen de la Antigüedad, constituían una forma de colección entre la aristocracia y la jerarquía eclesiástica. Se cree que en esta pequeña escultura de bronce, realizada en Milán en 1456, la creó como un retrato idílico de su mecenas Francesco Sforza, cuyos emblemas heráldicos coincidían con los que mostró Héctor en su lucha contra Hércules.

## Descripción

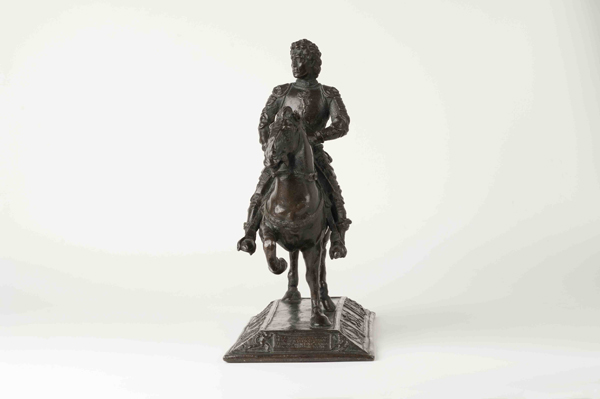
Vista de frente.

La escultura muestra un jinete -joven guerrero- triunfante al regreso del campo de batalla. Se encuentra vestido con armadura propia del Renacimiento, y lleva grabado en el escudo un león y en la silla de montar un dragón echando llamas. Estos motivos heráldicos así como las escenas de la peana se relacionan con un poema del siglo XII, «La canción de Hércules y Héctor». Así, entre las escenas representadas en la peana de la escultura se encuentra la de Hércules tirado de su caballo por Héctor en un duelo a lanzas; además, está decorada con putti, adornos vegetales y bucráneos. Existe una inscripción en latín proclamando esta victoria:

HECTOR-HIC-EST-PRIAMI-TRO-M-FROTISSIMVS-HEROS ET DANAIS TERROR-PRIMVS-QUO CONCIDIT HERCLES-DARDANIAE-LVCEM . En la base hay la firma del autor: OPVS ANTONII/1456